# Composizioni di Giuseppe Corsi
Lista delle composizioni di Giuseppe Corsi (1631/32-1691), ordinate per numero di catalogo secondo il Catalogo della produzione musicale di Giuseppe Corsi, comunemente abbreviato in  TriC o TriCo e pubblicato da Giovanni Tribuzio nel 2014. Il catalogo è strutturato tematicamente e contiene 83 lavori tra autentici e attribuiti.

## Musica vocale sacra

### Messe
- TriCo 1: Messa a quattro voci;
- TriCo 2: Messa a otto voci [La Luna Piena o Divo Juvenali];
- TriCo 3: Messa a dieci voci.

### Parti di messa, mottetti ed altre composizioni
- TriCo 4: Credo;
- TriCo 5: Messa di Requiem;
- TriCo 6:  Cantate Domino;
- TriCo 7:  Exaudi Domine;
- TriCo 8: Dum medium silentium;
- TriCo 9:  Caro mea;
- TriCo 10:  Domine Deus;
- TriCo 11:  Ego sum Pastor Bonus;
- TriCo 12: O dulcissime Jesu.

### Cantici
- TriCo 13: Benedictus.

### Salmi
- TriCo 14: Miserere [salmo 50];
- TriCo 15: Miserere [salmo 50];
- TriCo 16: Miserere per Ferdinando de' Medici [salmo 50];
- TriCo 17: Dixit Dominus [salmo 109];
- TriCo 18: Laudate pueri [salmo 113];
- TriCo 19: Nisi Dominus [salmo 126];
- TriCo 20: De profundis [salmo 129].

### Antifone
- TriCo 21: Omnes sancti;
- TriCo 22: O quam suavis est Domine;
- TriCo 23: Stella coeli.

### Inni
- TriCo 24: Tantum ergo sacramentum.

### Responsori
- TriCo 25: 27 responsori per Ferdinando de' Medici;
- TriCo 26: Responsoria Hebdomadae Sanctae;
  - TriCo 26a: Aestimatus sum;
  - TriCo 26b: Amicus meus;
  - TriCo 26c: Animam meam;
  - TriCo 26d: Animam meam;
  - TriCo 26e: Astiterunt reges;
  - TriCo 26f: Caligaverunt oculi mei;
  - TriCo 26g: Caligaverunt oculi mei;
  - TriCo 26h: Ecce quomodo moritur justus;
  - TriCo 26i: Ecce quomodo moritur justus;
  - TriCo 26j: Ecce vidimus eum;
  - TriCo 26k: Ecce vidimus eum;
  - TriCo 26l: Eram quasi agnus;
  - TriCo 26m: In monte Oliveti;
  - TriCo 26n: Jerusalum surge;
  - TriCo 26o: Jesus tradidit;
  - TriCo 26p: Judas mercator;
  - TriCo 26q: O vos omnes;
  - TriCo 26r: Omnes amici mei;
  - TriCo 26s: Plange quasi virgo;
  - TriCo 26t: Plange quasi virgo;
  - TriCo 26u: Recessit Pastor noster;
  - TriCo 26v: Seniores populi;
  - TriCo 26w: Seniores populi;
  - TriCo 26x: Sepulto Domino;
  - TriCo 26y: Sepulto Domino;
  - TriCo 26z: Sicut ovis;
  - TriCo 26aa: Tamquam ad latronem;
  - TriCo 26ab: Tenebrae factae sunt;
  - TriCo 26ac: Tradiderunt me;
  - TriCo 26ad: Tristis est anima mea;
  - TriCo 26ae: Una hora;
  - TriCo 26af: Unus ex discipulis;
  - TriCo 26ag: Unus ex discipulis;
  - TriCo 26ah: Velum templi;
  - TriCo 26ai: Vinea mea electa;
  - TriCo 26aj: Vinea mea electa.

### Litanie
- TriCo 27: Litanie à 9 concertate;

### Mottetti
- TriCo 28: Adoramus te Christe;
- TriCo 29: Benedicam Dominum;
- TriCo 30: Christum regem adoremus;
- TriCo 31: Domine libera animam;
- TriCo 32: Exultet terra;
- TriCo 33: Heu nos miseros (attribuito erroneamente a Leonardo Leo);
- TriCo 34: Isti sunt qui venerunt;
- TriCo 35: Judica mihi;
- TriCo 36: Lumen pacis ortum est;
- TriCo 37: O quam bonus est Dominus;
- TriCo 38: Panem de coelo praestitisti eis;
- TriCo 39: Revertere;
- TriCo 40: Venite comedite.

### Oratori
- TriCo 41: Ismaele e Agar esigliati dalla Casa di Abramo;
- TriCo 42: Oratorio latino;
- TriCo 43: Oratorio latino a nove voci (Benedictio Iacob, TriCo 73);
- TriCo 44: Santi Alessandro et Antonina martiri.

### Cantate spirituali
- TriCo 45: Non ha limiti né mete (aria in TriCo 41);
- TriCo 46: Passati contenti;
- TriCo 47: Pastori ove siete?;
- TriCo 48: 3 Cantate sacre con strumenti per Ranuccio II Farnese per la Settimana Santa del 1688.

## Musica vocale profana

### Ariette e cantate per una voce e b.c.
- TriCo 49: Abbandonato e solo [Il Nerone];
- TriCo 50: Ardo ma l'ardor mio;
- TriCo 51: Belle aurette che spiegate;
- TriCo 52: Che goder non si dan gioie;
- TriCo 53: Ch'io canti una canzona;
- TriCo 54: Chi desia veder un core;
- TriCo 55: Cieli non più;
- TriCo 56: Con chi l'havete;
- TriCo 57: Cruda legge del mio fato;
- TriCo 58: Dalle balze sicane [Encelado];
- TriCo 59: È superba ed insolente;
- TriCo 60: Era la notte e lo stellato cielo [La stravaganza];
- TriCo 61: Fuggian l'ombre del suol;
- TriCo 62: L'addolorato Eurillo;
- TriCo 63a: Me lo volete dire (per basso);
- TriCo 63b-d: Me lo volete dire (per soprano);
- TriCo 64: Nel meglio del gioire [Il delirio];
- TriCo 65: Qual dedalo d'affanni;
- TriCo 66: S'era alquanto addormentato [Inquietudine amorosa];
- TriCo 67: Son disperato, ohimè;
- TriCo 68: T'amai, crudele è vero;
- TriCo 69: Voglio amar chi piace a me.

### Cantate per due voci e b.c.
- TriCo 70: Guerra, o pensier, all'armi.

### Cantate per tre voci e b.c.
- TriCo 71: Chi ama non speri.

## Composizioni attribuite

### Musica sacra
- TriCo 72: Sequenza Stabat Mater;
- TriCo 73: Oratorio Benedictio Iacob;
- TriCo 74: Oratorio Santa Teodora;

### Musica vocale profana
- TriCo 75: 2 madrigali per Ferdinando de' Medici;
- TriCo 76: 2 cantate per Ferdinando de' Medici.

## Composizioni spurie

### Musica sacra
- TriCo 77: Responsorio Caligaverunt oculi mei (di Giacomo Antonio Perti);
- TriCo 78: Mottetto Adjuva nos Deus (di Giovanni Battista Casali);
- TriCo 79: Mottetto Christum regem adoremus (di Giovanni Battista Casali o Pietro Paolo Bencini);
- TriCo 80: Cantata spirituale Del famoso oriente [La madre ebrea] (di Antonio Cesti).

### Musica vocale profana
- TriCo 81: Cantata S'inganna il mio pensier (di Giovanni Salvatore o Domenico Salvatore);
- TriCo 82: Aria Vorrei spiegarti o cara (di Pasquale Cafaro);
- TriCo 83: Aria Vuoi saper l'affanno mio (di Pasquale Cafaro).